# Carex yamatsutana
Espèce
Classification phylogénétique
Carex yamatsutana est une espèce de plantes du genre Carex et de la famille des Cyperaceae.